# Stelle principali della costellazione di Andromeda
Segue un prospetto delle stelle principali della costellazione di Andromeda, elencate per magnitudine decrescente.